# Potencial newtonià
En matemàtiques, el potencial de Newton o potencial de Newton és un operador en el càlcul vectorial que actua com a invers al laplacià negatiu, en funcions que són suaus i decaen prou ràpidament a l'infinit. Com a tal, és un objecte d'estudi fonamental en la teoria del potencial. En la seva naturalesa general, és un operador integral singular, definit per convolució amb una funció que té una singularitat matemàtica a l'origen, el nucli newtonià. {\displaystyle \Gamma } que és la solució fonamental de l'equació de Laplace. Rep el nom d'Isaac Newton, qui el va descobrir i va demostrar que era una funció harmònica en el cas especial de tres variables, on va servir com a potencial gravitatori fonamental en la llei de gravitació universal de Newton. En la teoria del potencial moderna, el potencial newtonià es considera en canvi com un potencial electroestàtic.
El potencial newtonià d'una funció integrable amb suport compacte {\displaystyle f} es defineix com la circumvolució {\displaystyle u(x)=\Gamma *f(x)=\int _{\mathbb {R} ^{d}}\Gamma (x-y)f(y)\,dy} on el nucli newtonià {\displaystyle \Gamma } en dimensió {\displaystyle d} està definit per {\displaystyle \Gamma (x)={\begin{cases}{\frac {1}{2\pi }}\log {|x|},&d=2,\\{\frac {1}{d(2-d)\omega _{d}}}|x|^{2-d},&d\neq 2.\end{cases}}}
Aquí ω d és el volum de la unitat d -ball (de vegades les convencions de signes poden variar; compareu (Evans 1998) i (Gilbarg & Trudinger 1983)   ). Per exemple, per {\displaystyle d=3} tenim {\displaystyle \Gamma (x)=-1/(4\pi |x|).}
El potencial newtonià w de f és una solució de l'equació de Poisson {\displaystyle \Delta w=f,} és a dir que l'operació de prendre el potencial newtonià d'una funció és inversa parcial a l'operador de Laplace. Aleshores w serà una solució clàssica, és a dir, dues vegades diferenciable, si f està acotada i localment Hölder contínua tal com mostra Otto Hölder. Era una pregunta oberta si la continuïtat per si sola també és suficient. Henrik Petrini va demostrar que això era incorrecte, que va donar un exemple d'una f contínua per a la qual w no és dues vegades diferenciable. La solució no és única, ja que l'addició de qualsevol funció harmònica a w no afectarà l'equació. Aquest fet es pot utilitzar per demostrar l'existència i la unicitat de solucions al problema de Dirichlet per a l'equació de Poisson en dominis adequadament regulars, i per a funcions adequadament ben comportades f : primer s'aplica un potencial newtonià per obtenir una solució, i després s'ajusta afegint una funció harmònica per obtenir les dades de límit correctes.
El potencial newtonià es defineix de manera més àmplia com la circumvolució {\displaystyle \Gamma *\mu (x)=\int _{\mathbb {R} ^{d}}\Gamma (x-y)\,d\mu (y)} quan μ és una mesura de radó amb suport compacte. Compleix l'equació de Poisson {\displaystyle \Delta w=\mu } en el sentit de distribucions. A més, quan la mesura és positiva, el potencial newtonià és subharmònic en R d.
Si f és una funció contínua amb suport compacte (o, de manera més general, una mesura finita) que és rotacionalment invariant, aleshores la convolució de f amb Γ satisfà per a x fora del suport de f {\displaystyle f*\Gamma (x)=\lambda \Gamma (x),\quad \lambda =\int _{\mathbb {R} ^{d}}f(y)\,dy.}En la dimensió d = 3, això es redueix al teorema de Newton que l'energia potencial d'una massa petita fora d'una distribució de massa simètrica esfèrica molt més gran és la mateixa que si tota la massa de l'objecte més gran es concentrés en el seu centre.
Quan la mesura μ s'associa a una distribució de masses en una hipersuperfície S prou llisa (una superfície de Lyapunov de classe Hölder C1,α) que divideix R d en dues regions D + i D −, llavors es fa referència al potencial newtonià de μ com a simple capa potencial. Els potencials de capa simple són continus i resolen l'equació de Laplace excepte en S. Apareixen de manera natural en l'estudi de l'electrostàtica en el context del potencial electroestàtic associat a una distribució de càrrega sobre una superfície tancada. Si dμ = f dH és el producte d'una funció contínua a S amb ( d−Mesura 1)-dimensional de Hausdorff, aleshores en un punt y de S, la derivada normal pateix una discontinuïtat de salt f(y) en creuar la capa. A més, la derivada normal de w és una funció contínua ben definida en S. Això fa que les capes simples siguin especialment adequades per a l'estudi del problema de Neumann per a l'equació de Laplace.